# Harry DeBaecke
Harry Leopold DeBaecke (født 9. juni 1879 i Philadelphia, død 6. november 1961 smst) var en amerikansk roer, som deltog i OL 1900 i Paris.

## Rokarriere
DeBaecke havde en lang karriere i flere forskellige både for Vesper Boat Club i fødebyen Philadelphia. Han var med i Vesper-otteren, der repræsenterede USA ved OL 1900 i Paris sammen med Bill Carr, John Exley, John Geiger, Ed Hedley, Jim Juvenal, Roscoe Lockwood, Ed Marsh og Lou Abell (styrmand). Amerikanerne kvalificerede sig let til finalen, hvor de også vandt klart med et forspring på seks sekunder til belgierne på andenpladsen, mens den hollandske båd blev nummer tre.
Senere samme år vandt han Schuylkill Navy Regatta i singlesculler, og han blev amerikansk mester flere gange i det første årti i 1900-tallet. Så sent som i 1910 var han med i Vesper-otteren, der blev nummer tre ved de amerikanske mesterskaber; her sad han bag ved Jack Kelly, der senere vandt flere olympiske mesterskaber.

## Senere karriere
DeBaecke blev i en periode i 1920'erne træner for Vesper-roerne.